# 警察国家
警察国家（けいさつこっか、独: Polizeistaat）とは、国民の行動や表現・思想など人権や自由を制限する強権政治によって、国民経済や国民国家の確立を図ろうとする国家のあり方を指す。

## 定義と名称
警察国家は西洋史において、ドイツに現れた啓蒙専制主義に基づく国家観の文脈において、
警察が強大な権限を持っている国家のことであり、警察の力で国民の生活を隅々まで監視統制する国家のことで、とくに18、19世紀におけるプロイセンの開明専制君主の統治下にあった国家を指す。
警察国家という用語は1865年のオーストリアで「国の機関としての警察が秩序を維持する国家」の意味として初めて使用したとされる。
プロイセンでは国家の政策を批判し反対する思想や運動を抑圧し、人権や自由を制限する封建的色彩の強い政治が行われたため、今日では、警察国家といえば、残忍な思想弾圧をおこなう国家を指すようになった。

## 概要
一般にはドイツにおいて18世紀および19世紀前半にあらわれた国家形態を指し、非立憲的かつ前産業的な国家形態のうち、その行政部分を取り上げて「警察国家」と呼ばれる。
警察国家は法治国家の対語として用いられ、内容的に不確定な「警察権（ius politiae）」に基礎をおいた行政執行が、合目的性には従うものの格別法的な形式や法的原則に服していなかったことに特徴がある。国家を統治するための高権と人民との間には事実的な権力関係が存在し、司法や行政の名目上の区別にもかかわらず法学上の根拠をもたないため行政法や行政法学ではなく、法学上の分野としては成立しえない「警察学」により統治される。19世紀の中葉にはドイツ社会や政治理念、憲法構造の革命により警察は行政法に、警察学は行政法学にとって換わられた。
国家の福祉の側面では、市民法治国家の観点から啓蒙絶対主義をみた場合の呼称であり、その啓蒙性にもかかわらず福祉や幸福は高権的に施されるものであり、クリスティアン・ヴォルフが提唱するところの福祉助成の理念によって統治された「福祉国家Wohlfahrtsstaat」としての側面を持っていた。この後期絶対主義的「福祉国家」は君主の啓蒙性や領主国家の規制と受益が動因であり、経済は重商主義的に捉えられた（官房学）。
現代の文脈においては、ドイツ17-8世紀に登場したものとは対照的に、憲法を頂点とした法治体制を形式的には形成していながら、その実情は独裁者による圧制が行われ、警察組織が国民の自由や福祉を抑圧する手段として利用されている国家を指すことがある。

## 関連文献
- 木村靖比古「カントの法哲学の現代的意義」『岩手大学学芸学部研究年報』第21巻、岩手大学学芸学部、1963年6月、33-45頁、doi:10.15113/00012316、CRID 1390853649826035840。
- 木村周市朗「社会民主主義と自治体政策 : フーゴ・リンデマンのゲマインデ行政改革論」『成城大學經濟研究』第159巻、成城大学経済学会、2003年1月、275-309頁、ISSN 03874753、CRID 1050564287426883968。
- 上田健二「グスタフ・ラートブルフ:『法哲学綱要』(1914年)(一)」『同志社法學』第61巻第5号、同志社法學會、2009年11月、1-96頁、doi:10.14988/pa.2017.0000012052、ISSN 0387-7612、CRID 1390009224913382144。